# Mirko Breitenstein

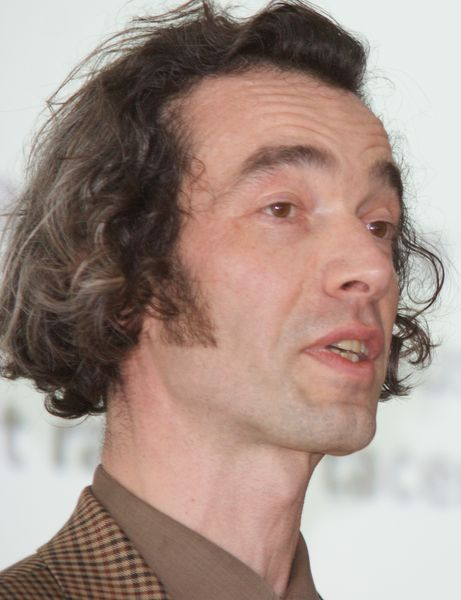
Mirko Breitenstein, aufgenommen von Werner Maleczek

Mirko Breitenstein (* 1975) ist ein deutscher Historiker.
Von 1998 bis 2002 studierte er mittelalterliche Geschichte, neuere und neueste Geschichte, Philosophie und Germanistik an der TU Dresden. Von 2003 bis 2008 war er wissenschaftlicher Mitarbeiter am SFB 537 Institutionalität und Geschichtlichkeit / Pj. C Institutionelle Strukturen religiöser Orden im Mittelalter an der TU Dresden. Er wurde 2007 in Dresden promoviert im Fach Mittelalterliche Geschichte mit der von Gert Melville betreuten Arbeit Eintritt und Noviziat bei Cluniazensern, Cisterziensern und Franziskanern. Struktur und Genese eines institutionellen Mechanismus. Anschließend war er 2009 wissenschaftlicher Mitarbeiter der Forschungsstelle für Vergleichende Ordensgeschichte (FOVOG) (Universität Eichstätt).
Im Jahr 2010 war er wissenschaftlicher Mitarbeiter am Projekt Klöster im Hochmittelalter. Innovationslabore europäischer Lebensentwürfe und Ordnungsmodelle der Heidelberger Akademie der Wissenschaften, Arbeitsstelle Eichstätt. Von 2011 bis 2020 war er Arbeitsstellenleiter des Projektes Klöster im Hochmittelalter. Innovationslabore europäischer Lebensentwürfe und Ordnungsmodelle der Sächsischen Akademie der Wissenschaften zu Leipzig, Arbeitsstelle Dresden. Nach der Habilitation 2017 wurde er 2018 an der TU Dresden zum Privatdozenten für das Fach Mittelalterliche Geschichte ernannt. Seit 2020 ist er Direktor der Forschungsstelle für Vergleichende Ordensgeschichte. Seit 2023 ist er außerplanmäßiger Professor an der TU Dresden.
Seine Forschungsschwerpunkte sind vergleichende Ordensgeschichte des Mittelalters, geistliche Literatur in Mittelalter und Früher Neuzeit, Tugendkonzeptionen in Mittelalter und Früher Neuzeit und Frömmigkeitspraxis in Mittelalter und Früher Neuzeit. In seiner Dissertation untersucht er die Entwicklung des Noviziates im hohen Mittelalter anhand eines Vergleichs zwischen den Cluniazensern, den Cisterziensern und den Franziskanern. Er fragt, „wie die notwendige Integration neuer Mitglieder erreicht werden konnte und welche Instrumentarien und Regelungen hierbei Anwendung fanden oder zumindest vorgesehen wurden. Mindestens ebenso bedeutsam ist jedoch auch die Beschäftigung mit spezifischen Konditionen der Auswahl und Aufnahme geeigneter Kandidaten, die nach ihrer Zulassung zur Gemeinschaft die eben angesprochene Phase der Erprobung und Formierung zu durchlaufen hat“. Er veröffentlichte 2019 eine knappe Einführung in die Benediktiner.

## Schriften (Auswahl)
- De novitiis instruendis. Text und Kontext eines anonymen Trakates vom Ende des 12. Jahrhunderts (= Vita regularis. Editionen. Bd. 1). Lit, Münster 2004, ISBN 3-8258-7241-6.
- Das Noviziat im hohen Mittelalter. Zur Organisation des Eintrittes bei den Cluniazensern, Cisterziensern und Franziskanern (= Vita regularis. Abhandlungen. Bd. 38). Lit, Berlin 2008, ISBN 978-3-8258-1259-1.
- Vier Arten des Gewissens. Spuren eines Ordnungsschemas vom Mittelalter bis in die Moderne. Mit Edition des Traktats „De quattuor modis conscientiarum“. Schnell & Steiner, Regensburg 2017, ISBN 3-7954-3225-1 (online).
- Die Benediktiner. Geschichte, Lebensformen, Spiritualität. Beck, München 2019, ISBN 3-406-74001-4.